# واتا ماتانو گارسیا
واتا ماتانو گارسیا (انگلیسی: Vata Matanu Garcia؛ زادهٔ ۱۹ مارس ۱۹۶۱) بازیکن فوتبال اهل آنگولا است.
از باشگاه‌هایی که در آن بازی کرده‌است می‌توان به باشگاه فوتبال بنفیکا، باشگاه فوتبال وارزیم، و باشگاه فوتبال پرسیجا جاکارتا اشاره کرد.
وی همچنین در تیم ملی فوتبال آنگولا بازی کرده‌است.